# José Claudeon dos Santos
José Claudeon dos Santos, meglio noto come Bobô (Propriá, 20 marzo 1982), è un calciatore brasiliano, attaccante del Tagilde.

## Caratteristiche tecniche
Gioca come centravanti.